# Hanomag L 28
| Hanomag L 28 (1950–1960) | Hanomag L 28 (1950–1960)                                                                               | Hanomag L 28 (1950–1960) |
| Hanomag L 28             | Hanomag L 28                                                                                           |                          |
| ------------------------ | --- | ------------------------ |
| Motor:                   | Hanomag D 28 L / D 28 LAS Viertakt-Dieselmotor 4 Zylinder in Reihe ab 1953 mit Roots-Gebläse-Aufladung |                          |
| Hubraum:                 | 2799 cm³                                                                                               |                          |
| Leistung:                | 45/50/65/70 PS (33/38/48/51 kW) bei 2800/min                                                           |                          |
| Getriebe:                | ZF K 30 K: 4 Vorwärts- / 1 Rückwärtsgang                                                               |                          |
| Länge / Breite:          | 5655–6440 mm / 1934–2230 mm                                                                            |                          |
| Radstand:                | 3400/4000 mm                                                                                           |                          |
| Bereifung:               | 6.00–18 / 6.00–20 / 7.00–20 extra                                                                      |                          |
| Leergewicht:             | 1720–2670 kg                                                                                           |                          |
| Nutzlast:                | 1500–3110 kg                                                                                           |                          |
| zul. Ges.Gewicht:        | 3800–5875 kg                                                                                           |                          |

Der Hanomag L 28 war ein leichter Lastwagen des deutschen Herstellers Hanomag. Das Fahrzeug war das erste komplett neu entwickelte Nutzfahrzeug von Hanomag nach dem Zweiten Weltkrieg. Es ist der Sparte Großtransporter bzw. Leichtlastwagen zuzurechnen.

## Beschreibung
Der Hanomag L 28 erschien im Jahr 1950. Er war als moderner Langhauber konzipiert und hatte eine nach amerikanischen Vorbildern gestaltete sogenannte „Alligatorhaube“ und in die Fahrzeugfront integrierte (also nicht mehr freistehende) Scheinwerfer, was dem Fahrzeug damals ein modernes Äußeres verlieh. Ein ähnliches Aussehen erhielten kurze Zeit später auch die beiden Konkurrenzmuster Opel Blitz (1952) und Borgward B 1500 (1954). Der L 28 war zunächst für 1½ Tonnen Nutzlast ausgelegt, im Laufe der Zeit erschienen weitere Versionen für 2, 2½ und 3 Tonnen Nutzlast, 1956 erschien anstelle der 1½- und 2-Tonnen-Versionen ein 1,75-Tonner. Angetrieben wurde die gesamte Modellreihe von Hanomag-Dieselmotoren mit zunächst 50 PS, für die größeren Modelle waren später auch Dieselmotoren mit 65 und 70 PS im Programm. Gängige Versionen waren der Pritschenwagen, der geschlossene Kastenwagen sowie der separate Kofferaufbau, auch eine Kleinbus-Variante war mit Aufbauten von Karosseriebauunternehmen erhältlich.
Der wassergekühlte Reihen-Vierzylinder-Viertakt-Dieselmotor mit 2,8 l Hubraum des Hanomag L 28 wurde 1953 zur Leistungssteigerung mit einem Roots-Aufladegebläse versehen, das über einen Keilriemen angetrieben wurde. Der Klang der Hanomag D-28-Motoren war gekennzeichnet durch das besonders markante „Diesel-Nageln“ und das „Singen“ des Gebläses.
1955 erhielt das L-28-Führerhaus vorn angeschlagene Türen statt des bisher üblichen hinten angeschlagenen Tür und in den letzten Jahren anstatt der zwei kleinen eine große gebogene Panorama-Windschutzscheibe, die das Führerhaus wesentlich moderner aussehen ließ. Zwischen 1958 und 1960 wurde die Baureihe L 28 nach und nach durch die nach ihrem Gewicht unterschiedlich bezeichneten Frontlenker-Nachfolge-Baureihen Hanomag Kurier, Garant und Markant ersetzt.
| Hanomag AL 28 (1953–1971)            | Hanomag AL 28 (1953–1971)                                                                                | Hanomag AL 28 (1953–1971) |
| Umgerüsteter A-L 28 mit Kofferaufbau | Umgerüsteter A-L 28 mit Kofferaufbau                                                                     |                           |
| ------------------------------------ | --- | ------------------------- |
| Motor:                               | Hanomag D 28 ALA, ab 1963 D 28 ALAS Viertakt-Dieselmotor 4 Zylinder in Reihe mit Roots-Gebläse-Aufladung |                           |
| Hubraum:                             | 2799 cm³                                                                                                 |                           |
| Leistung:                            | 65/70 PS (48/51 kW) bei 2800/min                                                                         |                           |
| Getriebe:                            | 4 Vorwärts- / 1 Rückwärtsgang u. Vorgelege                                                               |                           |
| Länge / Breite:                      | 5450–5540 mm / 2130 mm                                                                                   |                           |
| Radstand:                            | 3400/3480 mm                                                                                             |                           |
| Bereifung:                           | 10.00–20 M / 10.00–20 M PR 6                                                                             |                           |
| Leergewicht:                         | 2750–2825 kg                                                                                             |                           |
| Nutzlast:                            | 1790–2615 kg                                                                                             |                           |
| zul. Ges.Gewicht:                    | 4600–5500 kg                                                                                             |                           |

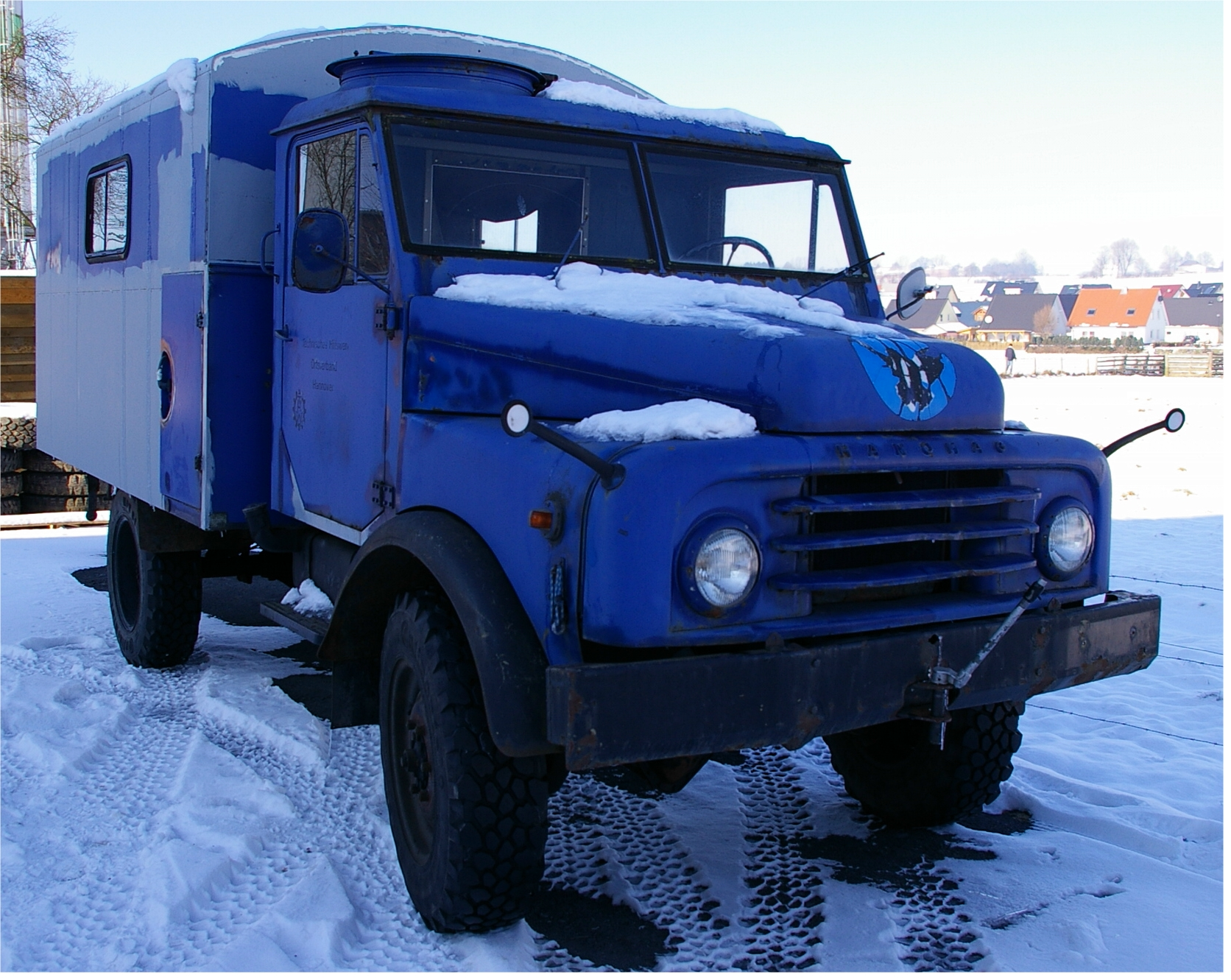
Hanomag A-L 28 mit Kofferaufbau (ehemals THW-MKW)
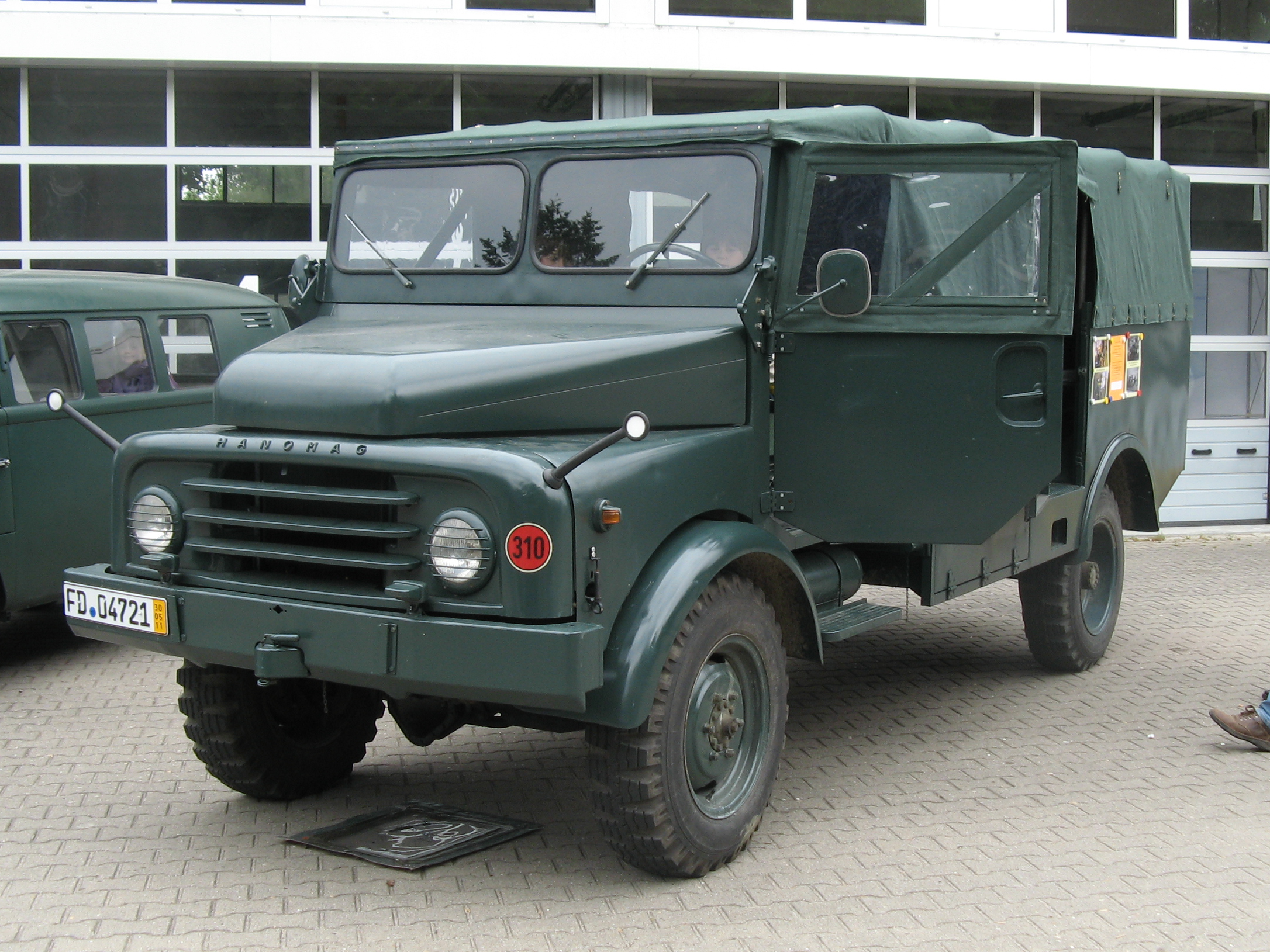
Hanomag AL 28 (GruKw II) als Gruppenwagen des Bundesgrenzschutz
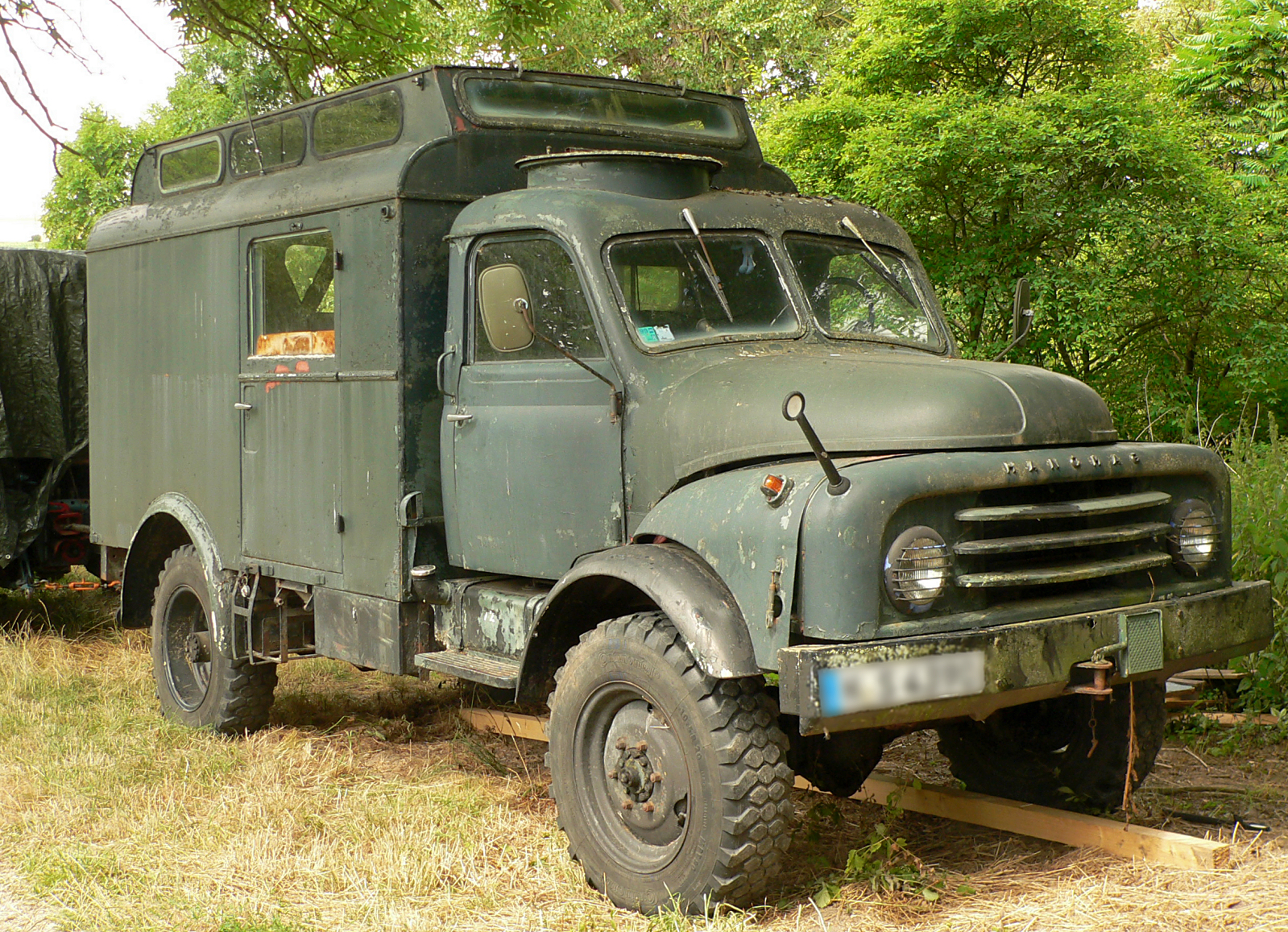
Hanomag A-L 28 mit Kofferaufbau

## Hanomag A-L 28
1958 übernahm Rheinstahl die Hanomag und die neue Firma Rheinstahl-Hanomag baute auf Grundlage des über die Hinterachse angetriebenen Hanomag L 28 einen technisch eigenständigen Ableger. Der allradgetriebene Typ A-L 28 entstand unter Verwendung von Teilen des L 28 mit den 65- und 70-PS-Hanomag-Dieselmotoren, der Führerkabine und des Frontblechs (Grill). Das gemessen am normalen L 28 hochbeinig, zugleich aber kompakt wirkende Fahrzeug wurde mit Pritschenaufbauten, vor allem aber mit offenen und geschlossenen Kofferaufbauten als Funk-, Befehls-, Geräte- oder Mannschaftswagen gebaut. Er wurde in großen Stückzahlen vor allem von Bundesgrenzschutz, Bereitschaftspolizei und Hilfsdiensten wie dem THW gekauft und stand bei manchen Hilfsdiensten noch 2014 im Dienst. Nur wenige gingen an zivile Käufer. Der Typ blieb bis 1971 im Programm, elf Jahre länger als der hinterradgetriebene L 28. Er erhielt 1964 eine neue, breitere Haube. Viele der geländegängigen A-L 28 wurden nach ihrer Außerdienststellung bei den Behörden als geländegängige Wohnmobile weiter verwendet.
Der Typ A-L 28 wurde in den Versionen mit 1½ t und 2½ t Nutzlast, als Zivilversion A-L 28 Z sowie als Allrad-Gruppenkraftwagen gebaut. Zwischen 1953 und 1971 entstanden etwa 6.000 Exemplare. Der Produktionshöhepunkt wurde 1963 mit 1.657 Fahrzeugen erreicht.
Der A-L 28 erhielt den 2,8-Liter-Dieselmotor des 3-t-L-28-Modells mit einer Leistung von 70 PS (51 kW) bei 2800/min. Die Fahrzeuge hatten ein ZF-Viergang-Getriebe (AKS-25) mit Vorgelege und gleichzeitiger Zuschaltung des Vorderradantriebs (1:1,18 / 1:2,138). Der zweite und dritte Gang waren synchronisiert. Bei einem Leergewicht von 3860 kg betrug die Höchstgeschwindigkeit 72 km/h, das Steigvermögen 69 %. Zuletzt waren die Fahrzeuge mit einer hydraulisch betätigten Zweikreisbremse mit Druckluftunterstützung ausgestattet. Der eine Bremskreis wirkte auf die Vorderachse, der andere hinten. Das Fahrzeug wurde entweder vorn und hinten einfachbereift (Ausführungen A und A 1) oder hinten mit Zwillingsbereifung (A 2) versehen.
Am 1. April 1969 fusionierten innerhalb des Rheinstahl-Konzerns die Nutzfahrzeug-Sparten von Hanomag und der Henschel-Werke zur Hanomag-Henschel Fahrzeugwerke GmbH (HHF). Von diesem Unternehmen übernahm die Daimler-Benz AG zunächst 51 % und am Jahresende 1970 den Rest des Stammkapitals. Die letzten A-L 28 wurden unter der Firmenbezeichnung Hanomag-Henschel produziert, 1974 verschwand die Marke Hanomag-Henschel vom Lastwagenmarkt.

## Filmauftritte
- Ein Hanomag L 28 spielt eine wesentliche Rolle im deutschen Roadmovie Wir können auch anders … von 1993.
- Ein AL 28 spielt im 2018 erschienenen Kurzfilm CHAINED mit.
- Eine Hundertschaft der Bepo Eutin nutzt jeweils mehrere Hanomag L28 in den Tatorten „Jagdrevier“ von 1973 und „Nachtfrost“ von 1974.